# Rejon Salyan
Rejon Salyan (azer. Salyan rayonu) – rejon we wschodnim Azerbejdżanie. 